# Mutzig
Mutzig (Duits: Mützig) is een gemeente in het Franse departement Bas-Rhin (regio Grand Est). De gemeente ligt in het arrondissement Molsheim. Mutzig telde op 1 januari 2022 6.101 inwoners.

## Geschiedenis
Mutzig behoorde vroeger tot het kanton Molsheim. Na de kantonale herindelingen is het sinds de oprichting op 1 januari 2015 de hoofdplaats van het kanton Mutzig. In Mutzig is verder het door Keizer Wilhelm II opgerichte Fort Mutzig te vinden, dat van 1893 tot 1918 dienst heeft gedaan Dit fort is een van de eerste forten waarbij gebruikgemaakt werd van stalen bepantsering, beton en elektriciteit.

## Geografie
De oppervlakte van Mutzig bedroeg op 1 januari 2022 8,01 vierkante kilometer; de bevolkingsdichtheid was toen 761,7 inwoners per km². 

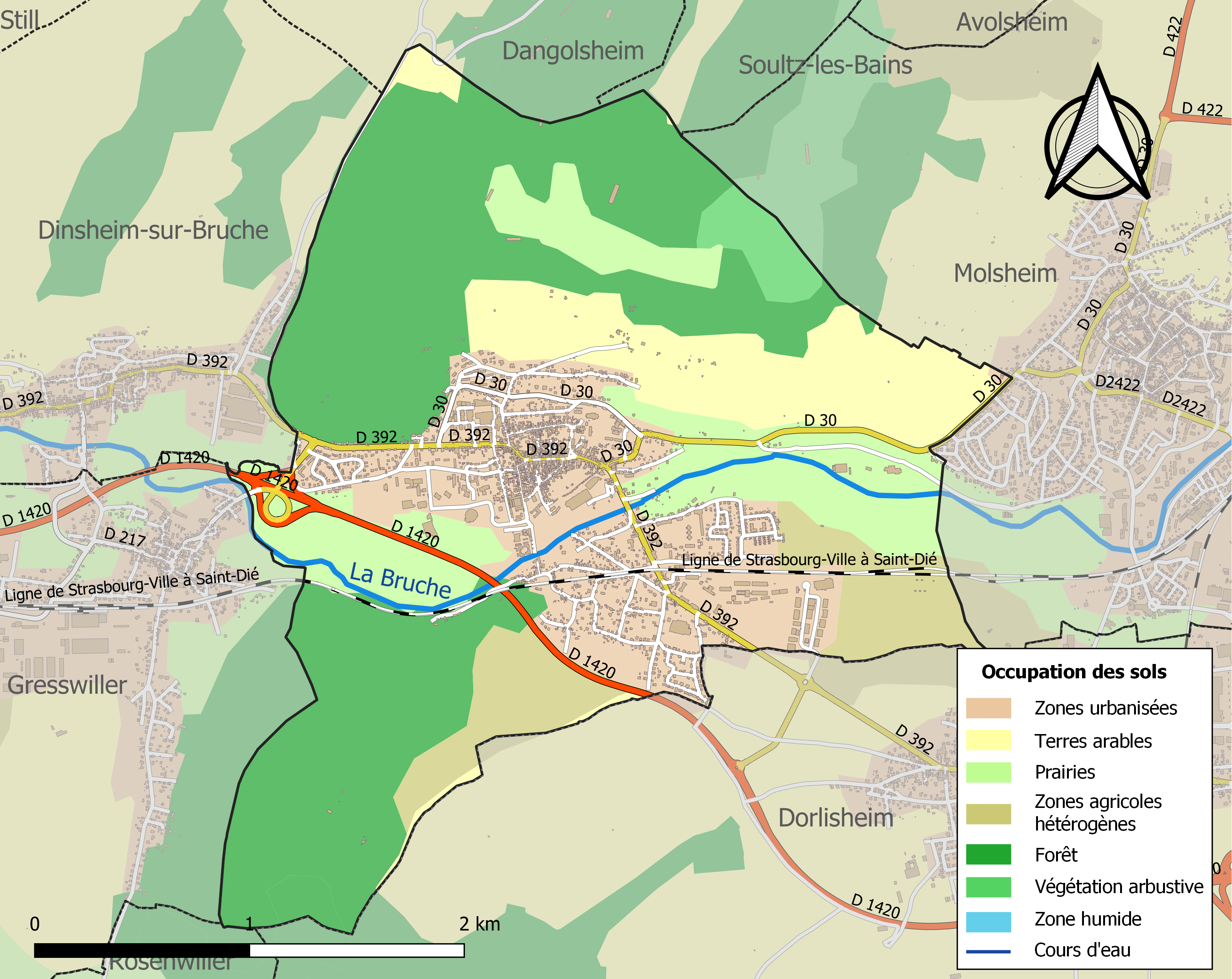
Kaart van de gemeente met de belangrijkste infrastructuur, bodemgebruik en omliggende gemeenten

## Brasserie Mutzig
Mutzig is ook bekend vanwege het biermerk Mutzig, sinds 1972 in bezit van Heineken. De brouwerij is in 1989 gesloten maar de naam Mutzig wordt nog steeds als merk gehandhaafd (Mützig met umlaut) in Afrika.

## Demografie
Onderstaande figuur toont het verloop van het inwonertal (bron: INSEE-tellingen).

## Verkeer en vervoer
In de gemeente staat spoorwegstation Mutzig.

## Sport
In de gemeente speelt voetbalclub AS Mutzig.
Bezienswaardigheid
- het fort van Mutzig, gebouwd in 1893